# Mefenorex
Mefenorex (Rondimen, Pondinil, Anexate) là một loại thuốc kích thích được sử dụng như một chất ức chế sự thèm ăn. Nó là một dẫn xuất amphetamine được phát triển vào những năm 1970 và được sử dụng để điều trị bệnh béo phì. Mefenorex sản xuất amphetamine như một chất chuyển hóa, và đã bị thu hồi ở nhiều quốc gia mặc dù chỉ có tác dụng kích thích nhẹ và khả năng lạm dụng tương đối ít.